# Скот Карпентер
Малколм Скот Карпентер (енгл. Malcolm Scott Carpenter; Болдер, 1. мај 1925 — Денвер, 10. октобар 2013) био је амерички морнарички пилот, инжењер ваздухопловне технике, астронаут и акванаут. Био је пилот у Ратној морнарици САД и астронаут из Меркјури Седам групе, елитних пробних пилота које је одабрала НАСА да управљају експерименталним свемирским бродом Меркјури и који су постали први амерички астронаути. Поред Карпентера, Меркјури Седам чинили су и Волтер Шира, Алан Шепард (први Американац у свемиру), Доналд Слејтон, Џон Глен, Гас Грисом и Гордон Купер.

## Биографија

### Рана младост, образовање, војна служба
Карпентер је рођен 1. маја 1925. године, као син Др. Мариона Скота Карпентера (1901—1973) и Флоренс Келсо Карпентер (рођене Ноксон; 1900—1962), у Болдеру, Колорадо, али је прве три године живота провео у Њујорку. Године 1927. вратио се са мајком у родни град, у којем је одрастао, био активан у Младим извиђачима САД, поставши Second Class Scout, a 1943. је завршио средњу школу. Волео је природу и да се пење по околним планинама, а волео је и коње.
По завршетку средње школе, Карпентер постаје полазник В-12 колеџ програма обуке Ратне морнарице САД, и до 1945. се обучавао за пилота. Најпре је три семестра похађао Колорадо колеџ у Колорадо Спрингсу, потом шест месеци предлетачку обуку на Сент Мерис калифорнијском колеџу у 
Мораги, Калифорнија, да би након тога четири месеца провео на летачкој обуци у Отамви, Ајова, на Боинг Штирман А-75 авиону. Међутим, рат се завршио пре него што је успео да оконча обуку. По завршетку рата се враћа у родни Колорадо на студије ваздухопловне технике, стекавши диплому ваздухопловног инжењера тек 29. маја 1962. године након свог космичког лета (наиме, 1949. уочи дипломирања се није појавио на последњем испиту из преноса топлоте, али су из управе Универзитета Колорадо одлучили да му доделе диплому на бази тога што "је његова обука за астронаута више него надокнадила неположен испит из преноса топлоте").
У октобру 1949. године, Карпентер бива активиран као потпоручник Морнарице и поново бива послат на летачку обуку, најпре у Пенсаколу, Флорида, потом у Корпус Кристи, Тексас. Научио је да лети на Т-6 Тексан тренажеру, да би након опредељења да управља двомоторним авионима, обуку завршио на Приватиру, једнорепој верзији Консолидејтид Б-24 Либерејтора. Морнарички пилот је постао у априлу 1951. и након додатне обуке из области електронике у Сан Дијегу, Калифорнија, као и транзиционе обуке за лет на Локид П-2 Нептуну у јединици на острву Видби, држава Вашингтон, прикључен је патролној ескадрили стационираној на Хавајима. Потом је послат у Корејски рат. Током три туре, летео је најпре извиђачке и против-подморничке мисије из своје поморске базе у Префектури Канагава, у Јапану, затим патролне и извиђачке мисије дуж обала Совјетског Савеза и Кине, прецизније у Јужном кинеском мору, Жутом мору и Тајванском мореузу из базе у Ејдаку на Аљасци, да би напослетку био стациониран у Гуаму.
Након ратне службе, успешно је 1954. окончао елитну школу за пробне пилоте при Америчкој ратној морнарици у Пакс Риверу, Мериленд, те је упућен на рад у Опитно одељење за електронику. Тада се по први пут сусрео с млазњацима и летео је на Даглас А-1 Скајрејдеру и Мартин П4М Меркатору. Након завршетка Морнаричке ваздухопловне обавештајне школе у Вашингтону, 1958. године, службовао је као ваздухопловни обавештајни официр на носачу авиона „Хорнет”. У пролеће 1959. изабран је за астронаута.

### Астронаут и акванаут
Међу колегама, Меркјури астронаутима, Карпентер је важио за физички најспремнијег. Иако је још од ступања у Ратну морнарицу као 18-годишњак пушио у просеку паклу цигарета дневно (навика које се отарасио тек 1985. у 60. години), између осталог, могао је најдуже задржати дах. Такође, од свих седам Меркјури астронаута, Карпентер је имао највише професионалног војног образовања, са завршене четири професионалне војне школе у оквиру Ратне морнарице САД (Fleet Airborne Electronics Training School, U.S. Naval Test Pilot School, Navy General Line School и Naval Air Intelligence School), вида Оружаних снага САД којем је припадао. Следи Џон Глен са три и преосталих пет астронаута са по две. Карпентер је само једном летео у свемир. То је било 24. маја 1962. године, као пилот мисије Аурора 7. Лет је био успешан у погледу експеримената и тестова које је требало обавити, али су га обележиле бројне несугласице са Контролом мисије и прекомерна потрошња горива, као и касно укључене ракете за повратак на Земљу, због чега се до последњег тренутка није знало је ли Карпентер уопште слетео и ако јесте, да ли је жив. Директор лета Крис Крафт је рекао да "Карпентер више неће летети у космос." Такође, Карпентер је пре свог лета био резерва и официр за везу са капсулом Џона Глена, и изговорио је чувену реченицу: "Godspeed, John Glenn." У свемиру је провео непуних пет часова.
Након овог лета, остао је у свемирском програму, али је неко време после тога узео одсуство из НАСА како би се посветио истраживању мора и океана у служби Морнарице и пројеката SEALAB. Године 1965. провео је 28 дана на дну океана у оквиру SEALAB II пројекта. Током ове мисије, Карпентер је успоставио комуникацију са Гордоном Купером, командантом Џеминија 5, и то је први разговор између летелице у свемиру и подводног објекта. Потом се вратио својим астронаутским дужностима, али након неуспелих хируршких захвата на руци која му је страдала 1964. у паду с мотоцикла, Карпентер је и дефинитивно отпао за будуће летове у свемир, и убрзо након тога се повукао из НАСА са позиције извршног помоћника директора Џонсоновог свемирског центра, задуженог за координацију и планирање подводних тренинга астронаута као обуке за свемирске шетње и потом служио као директор акванаутских операција при пројекту SEALAB III.

### Приватни сектор
Након пензионисања из НАСА 1967. и Морнарице у чину капетана фрегате 1969. године основао је компанију Sea Sciences, Inc. која се бавила животном средином и искоришћавањем океанских ресурса. Био је пријатељ и сарадник Жака Кустоа. Посветио се роњењу и ронио је у готово свим океанима, укључујући и ледене воде Арктика. Био је ангажован и као консултант у филму Никад не реци никад, о агенту 007. Написао је два технотрилера, Челични албатрос (1991) и Дубоки лет (1994), а почетком 2003. године је издао и књигу мемоара у коауторству са својом ћерком, као последњи Меркјури астронаут који је то урадио. Од 1984. је био део Фондације Меркјури Седам, која се бавила прикупљањем новца за младе наде и студенте у сфери науке и инжењерства. Члан је неколико кућа славних и носилац бројних друштвених признања, цивилних и војних одликовања.

### Приватни живот и смрт
Карпентер се женио четири пута и имао осморо деце из три брака; синове Марка Скота, Робина Џеја и Тимоти Кита и ћерке Кристен Илејн и Кендис Ноксон из првог, синове Метјуа Скота и Николаса Андреа из другог, као и сина Захарија Скота из трећег брака. Умро је са 88 година, 10. октобра 2013. од последица можданог удара. Након његове смрти, Џон Глен је остао последњи живи члан Меркјури Седам групе астронаута, све до своје смрти у децембру 2016. године. Џон Глен и Скот Карпентер су били велики пријатељи и то пријатељство су одржавали све до краја.

## Галерија
- Скот Карпентер, 1959. године
- Скот Карпентер (десно) и Џон Глен, 1961. године
- Скот Карпентер на улазу у Ф-106, 1961. године
- Скот Карпентер током испитивања летелице Меркјури, 1962. године
- Скот Карпентер током тренинга за мисију, 1962. године
- Скот Карпентер у Меркјури оделу пред лет, 1962. године
- Скот Карпентер при извлачењу из воде након слетања Ауроре 7, 1962. године
- Скот Карпентер на телефонској вези са Линдоном Џонсоном након лета, 1962. године
- Карпентер са породицом код председника Кенедија након лета, 1962. године
- Скот Карпентер са амблемом Младих извиђача САД, 1962. године
- Скот Карпентер током подводног тренинга, 1964. године
- Скот Карпентер у официрској морнаричкој униформи, 1965. године
- Скот Карпентер у Вашингтону, 1999. године
- Скот Карпентер на обележавању педесет година од Шепардовог лета у космос, 2011. године
- Скот Карпентер (десно) и Џон Глен, 2012. године
- Сахрана Скота Карпентера, 2013. године